# Якушев, Владимир Анатольевич
Владимир Анатольевич Якушев (род. 22 апреля  1970, Львов, УССР, СССР) — российский военачальник. контр-адмирал (2017).

## Биография
Родился 22 апреля 1970 года во Львове (УССР, СССР). 
В 1992 году окончил Высшее военно-морское училище имени М.В. Фрунзе.
Направлен на Северный флот, где служил в должности командира электронавигационной группы штурманской боевой части эскадренного миноносца «Окрылённый», старшего помощника командира тяжёлого атомного ракетного крейсера «Пётр Великий». (1998-2004).
В 2004-2005 годах — слушатель Военно-морской академии имени Адмирала Флота Советского Союза Н. Г. Кузнецова.
В 2005-2008 годах —командир тяжёлого атомного ракетного крейсера «Пётр Великий». 
В 2008-2010 годах — начальник штаба 43-й  дивизии ракетных кораблей. 
В 2010-2012 годах — командир 2-й дивизии противолодочных кораблей.
.В 2012-2013 годах — командир 14-й бригады противолодочных кораблей.
С 2014 года проходил службу на Тихоокеанском флоте начальником штаба - первым заместителем командующего Приморской флотилией разнородных сил.
С 2017 по 2019 год — слушатель Военной академии Генерального штаба Вооружённых Сил Российской Федерации.
Указом Президента Российской Федерации в июле 2019 года назначен командующим Приморской флотилией разнородных сил. 15 июля 2019 года во Владивостоке представлен личному составу командующим Тихоокеанским флотом адмиралом Сергеем Авакянцом.
В декабре 2020 года освобождён от должности.

## Семья
Женат. Воспитывает дочь.

## Награды
- Орден «За военные заслуги»
- Орден «За морские заслуги»
- Медаль ордена «За заслуги перед Отечеством» II степени

- Медали Российской Федерации